# Kahler
Kahler är en ort i Luxemburg.   Den ligger i distriktet Luxemburg, i den sydvästra delen av landet, 15 kilometer väster om huvudstaden Luxemburg. Kahler ligger 313 meter över havet och antalet invånare är 192.